# Antonello Zappadu
Antonello Zappadu (Pattada, Sassari, Italia, 26 de febrero de 1957) es un periodista y reportero gráfico italiano. Es conocido por su trabajo periodístico del fenómeno del bandolerismo en Cerdeña. Se hizo famoso por sus trabajos fotográficos sobre Villa Certosa,  residencia sarda del Primer Ministro italiano Silvio Berlusconi. 

## Biografía
Hijo de Mario Zappadu, periodista de la Rai. Con su hermano Salvatore Zappadu escribirá su biografía. Ha tenido dos mujeres y tres hijos. Como periodista ha trabajado per numerosos medios de comunicación, entre las cuales la agencia de noticias italiana ANSA ANSA y Y Polis.
En la actualidad reside y trabaja en Colombia.

### La época de los secuestros
Los inicios de Antonello en el periodismo son como reportero gráfico de investigación en Olbia, ciudad donde residía cerca de la Costa Smeralda. 
En Olbia operaba la banda "Anonima sarda", especializada en secuestros. A raíz de este trabajo de investigación se especializó en el tema de las bandas criminales de la isla de Cerdeña. En la actualidad mantiene una base de datos en internet sobre la cuestión.

Su trabajo de campo le permite conocer los lugares y contactar con las fuentes de información. Entre sus contactos y fuentes hay el bandido Graziano Mesina, del que se hizo amigo y con quién colaboró en 1992 para liberar al niño Farouk Kassam.

En 1996 es protagonista de un tiroteo en la zona de Barbagia, donde le habían preparado una emboscada y tiene que defenderse disparando para poder escaparse.

Durante el secuestro de Silvia Melis en 1997, un sacerdote amigo suyo le pidió de entregar un mensaje a los secuestradores. Este hecho provoca que la fiscalía de Lanusei lo acuse de un delito de colaboración en el secuestro. Dos años más tarde será el caso queda archivado por no haber cometido los hechos. 

### Las fotos de Villa Certosa
En 2009, Zappadu intentó vender a periódicos italianos y extranjeros 700 fotografías tomadas en solitario y en secreto en Villa Certosa, residencia del entonces Primer Ministro de la República Italiana Silvio Berlusconi. Las fotos fueron tomadas en Porto Rotondo, y en el aeropuerto de Olbia(Costa Smeralda), durante 4 días diferentes.

Las fotografías cuentan la historia de la vida en una de las residencias más famosas del mundo en esa época. Berlusconi recibía con gran frecuencia a jefes de estado como Putin y Mubarak, amigos famosos y empresarios como Flavio Briatore, y organizaba reuniones de directores de su partido político Forza Italia. 

También solía organizar fiestas sociales en las que también participan amantes y amigas como la conocida Papi girl Noemi Letizia.

El escándalo surge principalmente a raíz de unas fotos tomadas en la Pascua de 2007 en las que aparece el primer ministro italiano en un banco rodeado de tres chicas mucho más jóvenes que él, en actitud muy amigable. La revista semanal Oggi, que publica un amplio reportaje abre portada con el titular "El Harén de Berlusconi".

Las fotos muestran Villa Certosa, que se había convertido en una residencia institucional protegida bajo el amparo del Secreto de Estado con chicas en topless y tanga que toman en sol en el jardín de la piscina. 
Uno de los famosos captados en estas imágenes s el entonces presidente de turno del Consejo Europeo y el primer ministro de la
República Chequia Mirek Topolánek que aparece desnudo junto a la piscina, donde se bañan unas chicas. El fotógrafo también documenta el uso de vuelos de estado para transportar a amigos e invitados, por lo que el poder judicial abre un expediente de investigación contra Silvio Berlusconi. Importantes periódicos ingleses, americanos, latinoamericanos, chinos, y checos se hacen eco del escándalo.

Personalidades públicas reaccionan a la publicación con críticas a Berlusconi entre otros el ganador del Premio Nobel Josè Saramago y también Mario Vargas Llosa, que agradecen al fotógrafo el haber sacado a la luz estos hechos.

#### Las implicaciones judiciales
Por las fotos del 2007 que se vendieron al semanal Oggi, Zappadu fue procesado por allanamiento de morada y violación de la privacidad. El primer delito se archivó por no haberse cometido el hecho, después de una investigación del grupo ROS de los Carabinieri. Del segundo delito será absuelto por prescripción.
En 2009, se le incautaron las 700 fotografías y los abogados de Silvio Berlusconi denunciaron al reportero gráfico por violación de domicilio, violación de la privacidad y fraude. El delito del domicilio y del fraude son archivados por no demostrarse que hubiera cometido el hecho, mientras que el de violación de privacidad acaba prescribiendo. 

Tras esta resolución, el reportero declara tener hasta 5.000 fotografías de la Villa Certosa hechas entre 2006 i 2009, pero al haber trasladado su residencia a Colombia es inmune a medidas judiciales. En el verano de 2009, el director de TG4, Emilio Fede, ataca verbalmente al reportero, que presenta una demanda por difamación, en la cual Fede será condenado.
En 2011, se inicia un nuevo juicio con las mismas acusaciones por la portada del semanal político l'Espresso: "Voi quorum, io papi". El juicio que tendrá lugar en Tempio Pausania (OT) verá a la canciller alemana Angela Merkel y al expresidente francés Nicolas Sarkozy convocados como testigos a su favor. El 9 de abril de 2018, Berlusconi fue escuchado por el juez Marco Contu como testigoo y persona ofendida en el proceso que acusó a Zappadu, los dos se encontraron

saludándose cordialmente e intercambiando algunas palabras. Zappadu será absuelto al expirar el plazo de prescripción el 9 de julio de 2019.

## Publicaciones
- La Bamba, Antonello Zappadu e Paolo Berizzi, Baldini&Castoldi Dalai Editore, 2012, ISBN 978-886073927-8
- Cocaina, come si fa Antonello Zappadu e Susan Morales Céron, Ecoprensa/Panamericana, 2016, ISBN 978-889834019-4.
- Fabrizio De Andrè, Logus Mondi Interattivi Editore, 2013, ISBN 978-889806220-1.
- U Clandistinu, Mondo Nuovo Editore, 2018, ISBN 978-889428449-2.
- Vi presento Berluscolandia, Edizioni Mondo Nuovo, 2019, ISBN 978-8832115017.

## Artículos relacionados
- Silvio Berlusconi